# Pachycondyla nigrita
Pachycondyla nigrita är en myrart som först beskrevs av Carlo Emery 1895.  Pachycondyla nigrita ingår i släktet Pachycondyla och familjen myror.

## Underarter
Arten delas in i följande underarter:
- P. n. nigrita
- P. n. nigritella